# شمس أباد (إسلام شهر)
شمس أباد (بالفارسية: شمس‌آباد) هي قرية تقع في قسم فيروزبهرام الريفي (مقاطعة اسلام شهر) في إيران. يقدر عدد سكانها بـ 392 نسمة .